# 찰스 토마스 (델라웨어 주지사)
찰스 토마스(Charles Thomas, 1790년 6월 23일, 델라웨어주 뉴캐슬 카운티 ~ 1848년 2월 8일, 델라웨어주 뉴캐슬 카운티)은 미국의 정치인으로 델라웨어 주지사이다.

## 경력
- 1818.01 ~ 1819.01 델라웨어 도버 선거구 하원의원
- 1822.01 ~ 1823.06 델라웨어 도버 선거구 상원의원
- 1823.06 ~ 1824.01 제25대 델라웨어주 주지사